# Rio Glăvan (Buhui)
O Rio Glăvan é um rio da Romênia, afluente do Buhui, localizado no distrito de Caraş-Severin. O rio desemboca no Rio Buhui.